# Artocarpus petelotii
Artocarpus petelotii là một loài thực vật có hoa trong họ Moraceae. Loài này được Gagnep. mô tả khoa học đầu tiên năm 1926.